# Duque de Caxias Foot-Ball Club
O Duque de Caxias Foot-Ball Club foi um clube brasileiro de futebol de Fortaleza, capital do estado do Ceará.
Fundado no 23º Batalhão de Caçadores do Exército brasileiro o clube participou no campeonato estadual cearense de 1935, alcançando o quinto lugar entre sete times. No ano seguindo os clubes Duque de Caxias, o campeão América FC, Flamengo FC e SC Argentino brigando e tentando a fundação de outra associação.